# Гончарук, Кристина Игоревна
Кристина Игоревна Гончарук (17 июня 2001, Ангарск, Иркутская область) — российская профессиональная баскетболистка.

## Карьера
Начинала заниматься баскетболом в родном Ангарске. В 14 лет переехала в Омск тренеру Борису Фаткулину, где выступала за «Нефтяник-ДЮБЛ».
В 2019 года отправила свои видео-нарезки с игр в американские школы. Через три недели с ней связался тренер старшей школы Северной Каролины Дэлэни Рудд связался с Кристиной и пригласил ее в команду. Затем баскетболистка выступала за Колледж Восточной Флориды, вместе с которым становилась абсолютной чемпионкой своей конференции и попадала в ТОП-8 американских студенческих команд (Elite 8 teams).
Летом 2022 года Гончарук вернулась в Россию, заключив контракт с клубом Суперлиги «Энергия» (Иваново). Она помогла оранжево-черным завоевать серебро на дебютном Кубке имени Давида Берлина и пробиться в 1/8 финала Кубка России, но в чемпионате она не играла из-за травмы. По ходу сезона Гончарук покинула «Энергию». В начале декабря 2022 года она перешла в «Ставропольчанку-СКФУ».
Летом 2023 года россиянка заключила контракт с командой элитной казахстанской Национальной лиги «Окжетпес» (Кокшетау). В нем она воссоединилась со своим омским тренером Борисом Фаткулиным. 17 октября в своем первом матче в чемпионате против «Турана» Гончарук принесла клубу 12 очков, однако победить с игре ему не удалось (58:67).

## Достижения
- Финалистка Кубка Д.Я. Берлина (1): 2022.